# Tonnoiriella sieberti
Tonnoiriella sieberti és una espècie de dípter pertanyent a la família dels psicòdids presents als territoris de les antigues República Federal Socialista de Iugoslàvia i Txecoslovàquia.